# Vladimir Soria
Vladimir Soria Camacho (ur. 15 lipca 1964 w Cochabambie) – boliwijski piłkarz grający na pozycji pomocnika.

## Kariera klubowa
Przez całą karierę piłkarską Soria związany był z jednym klubem, Club Bolívar. W 1985 roku zadebiutował w jego barwach w pierwszej lidze boliwijskiej. W swoim debiutanckim sezonie osiągnął pierwszy sukces w karierze, gdy wywalczył z Bolívarem mistrzostwo Boliwii. W 1986 roku obronił mistrzowski tytuł, a kolejne mistrzostwa kraju zdobywał w latach 1988, 1991, 1992, 1994, 1996 i 1997. W zespole Bolívaru grał do 2000 roku i wtedy też zakończył karierę. Rozegrał 451 meczów w lidze i zdobył 52 gole. W rozgrywkach Copa Libertadores wystąpił 93 razy i strzelił 4 bramki.

## Kariera reprezentacyjna
W reprezentacji Boliwii Soria zadebiutował w 1989 roku. W 1994 roku został powołany przez selekcjonera Xabiera Azkargortę do kadry na Mistrzostwa Świata w USA. Tam był podstawowym zawodnikiem i rozegrał 3 spotkania: z Niemcami (0:1), z Koreą Południową (0:0) i z Hiszpanią (1:3). W swojej karierze zaliczył także występy na Copa América 1995, Copa América 1997 (wicemistrzostwo kontynentu), Copa América 1999 i Pucharze Konfederacji 1999. Ogółem w kadrze narodowej od 1989 do 2000 roku rozegrał 51 meczów i strzelił jednego gola.

## Kariera trenerska
Po zakończeniu kariery piłkarskiej Soria został trenerem. Prowadził Club Bolívar, Jorge Wilstermann i Real Potosí oraz w 2002 roku reprezentację Boliwii.